# Uzyn
Uzyn (tiếng Ukraina: Узин) là một thành phố của Ukraina. Thành phố này thuộc tỉnh Kiev. Thành phố này có diện tích ? km2, dân số theo điều tra dân số năm 2022 là 11921 người.